# Wilhelm Höpfner
Wilhelm Friedrich Ernst Höpfner (* 17. Mai 1899 in Magdeburg; † 14. März 1968 ebenda) war ein deutscher Graphiker.

## Leben
Höpfner wurde als Sohn des Musikers Ernst Höpfner geboren. Die frühe Kindheit verbrachte er in Nürnberg, bis die Familie 1907 – der Vater hatte eine Anstellung am Stadttheater Magdeburg gefunden – wieder nach Magdeburg zurückkehrte.
1918 studierte Höpfner zunächst ein Semester bei Richard Winckel an der Kunstgewerbe- und Handwerkerschule Magdeburg, ging dann jedoch an die staatliche Kunstschule Berlin. Hier legte er 1921 sein Examen als Zeichenlehrer für höhere Schulen ab. Noch im selben Jahr trat er eine Lehrerstelle in Magdeburg an und schloss sich dort der linksgerichteten Künstlervereinigung Die Kugel an, wobei er den Architekten Bruno Taut kennenlernte.
Ab 1921 unternahm Höpfner diverse Auslandsreisen. So besuchte er bis 1937 siebenmal Italien. Aus den Eindrücken dieser Reisen entstanden viele seiner Graphiken.
1922 gestaltete er im Auftrage Tauts die, nicht mehr erhaltene, Bemalung des Schinkelsaals im Gesellschaftshaus des Magdeburger Klosterbergegartens. In der Magdeburger Volksstimme veröffentlichte er als freier Mitarbeiter diverse satirische Zeichnungen. 1926 ging er wieder nach Berlin, wo er die Bekanntschaft von Max Liebermann und Käthe Kollwitz machte. 1931 nahm er jedoch wieder seine Tätigkeit im Magdeburger Schuldienst auf.
1937 wurden im Rahmen der deutschlandweiten konzertierten Aktion „Entartete Kunst“ Bilder Höpfners aus dem Kaiser-Friedrich-Museum Magdeburg beschlagnahmt. Er blieb jedoch Mitglied der Reichskammer der bildenden Künste und konnte sich bis zur kriegsbedingten Einstellung der Ausstellungstätigkeit 1944 an Ausstellungen beteiligen. Er war Mitglied der Künstlerkameradschaft des NSDAP-Gaues Magdeburg-Anhalt.
Höpfner nahm als Soldat der Wehrmacht am Zweiten Weltkrieg teil und geriet in Gefangenschaft. Bereits 1945 kehrte er nach Magdeburg zurück und trat wieder in den Schuldienst ein. Hier engagierte er sich mit Hermann Bruse und Bruno Beye bei der Entnazifizierung und setzte sich für die Nachwuchsförderung ein. Höpfner, der als Lehrer am Magdeburger Geschwister-Scholl-Gymnasium wirkte, gehörte auch in verschiedenen Funktionen dem Kulturbund an. Er begründete den Graphikkreis im Kulturbund, dessen Vorsitzender er von 1964 bis 1968 war. Von 1952 bis 1959 war er Vorsitzender des Verbandes Bildender Künstler im Bezirk Magdeburg.
Höpfner hatte eine bedeutende Anzahl von zum Teil großen Einzelausstellungen und Ausstellungsbeteiligungen im In- und Ausland. Er hinterließ mehr als 2000 Arbeiten, vor allem Radierungen, aber auch Lithographien und Materialdrucke. Letztere entstanden in den letzten Lebensjahren. Darüber hinaus sind auch einige Aquarelle, Zeichnungen und Ölgemälde erhalten.
Höpfner war mit Johanna Höpfner (1900 – 1988) verheiratet.

## Ehrungen
- 1961: Erich-Weinert-Kunstpreis des Rates des Bezirks Magdeburg
- Johannes-R.-Becher-Medaille
- Pestalozzi-Medaille
- postum 1984 Stiftung des Wilhelm-Höpfner-Preises zur Förderung junger Graphiker durch die Winckelmann-Gesellschaft[3]
- postum Benennung der Straße Wilhelm-Höpfner-Ring in Magdeburg

## Rezeption
„Seine Bilderwelt ist zauberhaft und phantasievoll, durchdrungen von Ironie und hintergründigem Humor, teils grotesk, teils surreal, doch bei aller Heiterkeit niemals weltfremd oder banal.“

## Museen und öffentliche Sammlungen mit Werken Höpfners (unvollständig)
- Altenburg/Thür.: Lindenau-Museum
- Dresden: Kupferstichkabinett[5]
- Stendal: Winckelmann-Museum[6] (Nachlass)

## Werke

### 1937 als „entartet“ beschlagnahmte Werke
- Märchenillustration (Aquarell; Verbleib ungeklärt)

- Märchen (Aquarell; zerstört)

- Märchenkönig (Zeichnung; zerstört)

- Hoffmann (Druckgrafik; zerstört)

- Grätenfisch (Radierung, 1923; zerstört)

### Weitere Werke (Auswahl)
- Dreigroschenoper und Chaplin (Grafische Folge; 1928/29)
- o. T. (vor 1946, Radierung)[7]
- Landschaftsstudie (vor 1946, Aquarell)[8]
- Fabeln von Äsop und Krylow (Grafische Folge 1950/54)
- Magdeburger Köpfe (Grafische Folge, ab 1954)

## Ausstellungen (unvollständig)

### Postume Personalausstellungen
- 1999: Hainichen, Gellert-Museum; Magdeburg, Kunstmuseum Kloster Unser Lieben Frauen; Stendal, Winckelmann-Museum; Bonn, Internationales Jugendforum (Ausstellung aus Anlass des 100. Geburtstages)

- 2021/2022: Stendal, Winckelmann-Museum („Schöpferlaunen – Galgenlieder Wilhelm Höpfners Bilder nach Christian Morgensterns literarischen Humoresken“)
- 2024/2025: Stendal, Winckelmann-Museum ("Wilhelm Höpfners Bilder (1899–1968) – Skurriles – Phantasievolles – Kinderbücher")

### Ausstellungsbeteiligungen
- 1922: Berlin, Ausstellung der Berliner Secession (mit vier Radierungen)
- 1929: Berlin, Ausstellung der Preußischen Akademie der Künste (mit vier Graphiken zur Dreigroschenoper)

- 1938: Magdeburg, Kunstverein („Ausstellung von Gemälden und Bildwerken von Künstlern aus dem Gau Magdeburg-Anhalt“)
- 1940: Halle/Saale, Städtisches Moritzburg-Museum („Junges Kunstschaffen der Gaue Halle-Merseburg, Magdeburg-Anhalt und Thüringen“)
- 1940: Hamburg („Deutsche Graphik“; Verkaufsausstellung)
- 1943: Magdeburg, Kaiser-Friedrich Museum und Dessau, Anhaltische Gemäldegalerie („Kunstausstellung des Gaues Magdeburg“)(mit 11 Bildern)[9]
- 1944: Flensburg, Grenzlandmuseum („Das Schiff“)

- 1946: Dresden, Allgemeine Deutsche Kunstausstellung
- 1946: Magdeburg, Magdeburger Museen ("Ausstellung der bildenden Künstler des Bezirks Magdeburg")[10]
- 1951: Berlin, Museumsbau am Kupfergraben („Künstler schaffen für den Frieden“)
- 1958: Berlin, Jahresausstellung der Akademie der Künste
- 1960: Berlin, Pavillon der Kunst („Ausstellung zum 15. Jahrestag der Befreiung“)

#### Postum
- 1969 und 1974: Berlin („Grafik in der DDR“)
- 1970: Berlin, Altes Museum („Auferstanden aus Ruinen. Druckgraphik und Zeichnungen 1945 - 1970“)
- 1972: Dresden, VII. Kunstausstellung der DDR
- 1975: Schwerin („Farbgrafik in der DDR“)
- 1975: Berlin, Altes Museum („In Freundschaft verbunden“)
- 1978: Berlin, Nationalgalerie („Revolution und Realismus“)
- 1983: Freital, Schloss Burgk („Druckgrafik der DDR“)
- 1987: Leipzig, Museum der bildenden Künste („Leb und vergiss nicht. Graphik und Zeichnung von Künstlern der DDR zu russischer und sowjetischer Literatur“)